# Lisa Bratton
Lisa Bratton est une nageuse américaine née le 5 mai 1996 dans l'État de Washington. 
Elle remporte la médaille d'or du 200 m dos lors des Championnats du monde en petit bassin 2018.

## Palmarès

### Championnats du monde en petit bassin
- Championnats du monde 2018 à Hangzhou :
  -  Médaille d'or du 200 m dos